# Завод поліфосфатів в Уельві
Завод поліфосфатів в Уельві – колишній виробничий майданчик на півдні Іспанії на околиці міста Уельва.
Проект реалізувала іспанська компанія Foret, яка між 1966 та 1992 рокам була повністю узята під контроль американською корпорацією FMC Corporation. Завод, що почав роботу у промисловій зоні Пунта-дель-Себо в 1968 році, переробляв фосфорити із отриманням фосфорної кислоти. Остання була напівфабрикатом для подальшого випуску різноманітних товарних продуктів, як то триполіфосфат натрію (використовується передусім як компонент синтетичних миючих засобів), пірофосфат тетранатрію, тринатрійфосфату, дикальцій фосфат (харчова та кормова добавка), монокальцій фосфат та різні типи товарної фосфорної кислоти – харчова, технічна (різної концентрації), сільськогосподарська. Також могли виробляти незначні – 10 тисяч тон на рік – обсяги такого азотно-фосфорного добрива як моноамонійфосфат.
Для отримання фосфорної кислоти фосфорити розкладають сульфатною кислотою, при цьому в тій же промисловій зоні діяли такі її великі виробники, як запущений в 1970-му мідеплавильний завод та введені у 1960-х заводи сульфатної кислоти від Compañía Española de Minas de Río Tinto. В 1982-му Foret ввела в дію власний цех цього продукту, який виробляли шляхом спалювання піритів (втім, станом на середину 2000-х він вже не рахувався серед іспанських виробників сульфатної кислоти).
З плином часу найбільшою проблемою заводу стало складування фосфогіпсу, що утворювався у великих обсягах як побічний продукт при виробництві фосфорної кислоти. У підсумку протести з природоохоронним підгрунтям призвели в 2010-му до заборони складування фосфогіпсу на полігоні (на той час в районі Уельви скупчилось 120 млн тонн фосфогіпсу, втім, основним його продуцентом все-таки був комплекс з виробництва добрив компанії Fertiberia). Це означала припинення продукування фосфорної кислоти, а разом з тим і припинення функціонування всього майданчику, оскільки FMC Foret не змогла знайти прийнятного за ціною стороннього постачальника.